# Oleg Fedoseev
Oleg Fedoseev (în rusă Олег Федосеев; n. 4 iunie 1936, Moscova, RSFS Rusă, URSS – d. 14 iunie 2001) a fost un atlet sovietic, medaliat olimpic. A participat la două ediții ale Jocurilor Olimpice (1956, 1964) în care a câștigat o medalie de argint în proba de triplusalt.

## Palmares
| An   | Competiție           | Locație              | Loc | Eveniment  | Note    |
| ---- | -------------------- | -------------------- | --- | ---------- | ------- |
| 1956 | Jocurile Olimpice    | Melbourne, Australia | 8   | lungime    | 7,27 m  |
| 1958 | Campionatul European | Stockholm, Suedia    | 8   | lungime    | 7,29 m  |
| 1962 | Campionatul European | Belgrad, Iugoslavia  | 3   | triplusalt | 16,24 m |
| 1964 | Jocurile Olimpice    | Tokio, Japonia       | 2   | triplusalt | 16,58 m |